# De l'autre côté du lit
Cambio de papeles (en francés, De l'autre côté du lit) es una película francesa de 2008 dirigida por Pascale Pouzadoux y protagonizada por Dany Boon y Sophie Marceau.

## Argumento
Hugo es un exitoso ejecutivo en una reconocida empresa de maquinaria pesada que apenas tiene tiempo para pasar con su esposa Ariane (Sophie Marceau) y sus dos hijos pequeños. Ariane, cansada de esta situación, decide firmar un contrato mediante el cual ambos cónyuges harán un intercambio de trabajos durante un año, es decir, Ariane pasará a ocupar el puesto de su marido, mientras que este deberá aprender a realizar las labores de la casa así como hacerse cargo de sus hijos, algo que ya había casi olvidado.
Los problemas surgen cuando Ariane se da cuenta de que el intercambio de papeles no arregla la situación, sino más bien al contrario, porque ahora, además, es ella la que está perdiendo el contacto con sus hijos. Finalmente, la pareja descubre que el problema de fondo no es el cargo ejercido por uno u otro, sino la necesidad de pasar más tiempo juntos para poder amarse.